# Yì od Chua
Car Yì od Chua (? – 206. prije Krista), znan i kao kralj Huai II. i Xiong Xin, bio je rani kineski vladar. Vladao je državom Chu tijekom dinastije Qin.
Bio je unuk kralja Huaija od Chua.
Godine 223. prije Krista Chu je okupirala država Qin te je proglašena dinastija Qin.
Xina je pobunjenik Xiang Liang postavio na prijestolje Chua 208. prije Krista. Xiang je bio pravi vladar države, a Xin je bio „kralj-lutka“. Nakon smrti tog Xianga, vlast je preuzeo njegov nećak Xiang Yu, koji je ubio cara Ziyinga od Qina.
Yu je podijelio Kinu na 18 kraljevstava te je Xina učinio carem Yijom. Ipak, htio je i de jure biti car te je po njegovoj naredbi Yi ubijen 206. godine.